# Chironephthya
Chironephthya is een geslacht van neteldieren uit de klasse van de Anthozoa (bloemdieren).

## Soorten
- Chironephthya agassizii (Deichmann, 1936)
- Chironephthya caribaea (Deichmann, 1936)